# マイケル・ウェルボーン
マイケル・ウェルボーン（Michael Welborn、本名不明、生年月日不明）は1980年代から1990年代に掛けてフィリピンで製作されたアクション映画で活躍した俳優である。
クレジット名義として『ローンウルフ/怒りの戦場』(1986年/未/ビデオ)と『ジャングル・ラッツ』(1987年/未/ビデオ)ではスペル違いのマイケル・ウェルボーン(Michael Welborne)、『キング・マヒーの秘宝』(1988年/未/ビデオ)ではマイケル・ジェームズ・ウェルボーン(Michael James Welborn)、『SFXリタリエーター』(1988年/未/ビデオ)ではマイク・ウェルボーン(Mike Welborn)とクレジットされた。尚、クレジットされなかったことも度々ある。

## 来歴

### 俳優としての特徴
色白で痩身の若手(1980年代当時は)で、兵士や特殊部隊員、チンピラ役が多かった。香港系のシルヴァー・スター・フィルム社の『ダーティ・プロフェッショナル』(1984年/未/ビデオ)の端役辺りからフィリピンで活動を開始し、暫くの間はアクション映画の端役生活が続いた。
1987年にはベトナム戦争物の『ジャングル・ラッツ』(未/ビデオ)の5人の主役(演じるはロマーノ・クリストフ、ジム・ゲイン、ジェリー・ベイリー、リチャード・キング)に抜擢されたが、濃い面子に囲まれたためか、余り目立たなかった。翌1988年にも同工異曲の『地獄へのパスポート』(Vシネマ)の3人の主役(演じるはデーヴィッド・ライト、ジム・モス)にも起用されたが、いかんせん顔ぶれが地味すぎた。この様に役柄は大きくなって来たが、評価されず、その他の作品では端役から這い上がれずにいた。尚、当時はイタリアのヴィンセント・ドーン(ブルーノ・マッテイ)監督作品にも5本（『ストライク・コマンドー』、『ストライク・コマンドー2』、『ダブル・ターゲット』、『サイバー・ロボ』、『サイゴン野獣刑事』）に起用されたが、いずれもクレジットされなかった。
生涯の大役と言えるのが渡辺ケン監督のベトナム戦争物『ブルドッグ』(1991年)で、Ｂチームと呼ばれる傭兵5人組(演じるはロマーノ・クリストフ、ジェフ・グリフィス、倉田保昭、小野進也)に大抜擢されたが、映画の出来は良くても、これと言った特徴が見られないために役不足に映った。その後、出演が途絶えている。

### 端役での光るもの
アントニオ・マルゲリーティの助監督を務め、『デューン/砂の惑星』(1984年)の複数人の助監督だったポール・D・ロビンスン(元俳優のイグナチオ・ドルチェの変名)監督の『ラストプラトーン』(1988年/未/ビデオ/テレビ放映)では麻薬中毒の虚ろな米軍兵士、チャック・ノリスの弟のアーロン・ノリス監督の『デルタフォース2』(1990年)のモヒカン頭のこれまた麻薬中毒者の役がはまっていた。
ゲーリー・ダニエルズ主演の『キング・マヒーの秘宝』(1988年/未/ビデオ)とベトナム戦争物『ファイナル・ターゲット/血の報復』(1988年/未/ビデオ)にも出演している。両作品共に香港系のソーラー・フィルムの制作だった。

### フィルモグラフィ
- 1984年『ダーティ・プロフェッショナル』(未/ビデオ)(クレジットなし)、『プラトーン・コマンド/地獄のレクイエム』(未/ビデオ)(クレジットなし)
- 1985年『ニンジャ刑事/ダブル・エッジ』(未/ビデオ)(クレジットなし)、『コマンド・ファイター』(未/ビデオ)(クレジットなし)
- 1986年『ストライク・コマンドー(地獄のバトル・コマンドー)』(未/ビデオ/テレビ放映)(クレジットなし)、『ローンウルフ/怒りの戦場』(未/ビデオ)
- 1987年『ファントム・ソルジャー』、『ダブル・ターゲット』(未/ビデオ)(クレジットなし)、『ビハインド・エネミー・ライン』(未ソフト化)(クレジットなし)、『ジャングル・ラッツ』(未/ビデオ)、『ザ・コマンダー/死からの脱出』(クレジットなし)
- 1988年『サイバーロボ』(クレジットなし)、『サイゴン野獣刑事』(クレジットなし)、『SFXリタリエーター』(未/ビデオ)、『キング・マヒーの秘宝』(未/ビデオ)、『地獄へのパスポート』(Vシネマ)、『ファイナル・ターゲット/血の報復』(未/ビデオ)、『ストライク・コマンドー2』(未/ビデオ)(クレジットなし)、『ラストプラトーン』(未/ビデオ/テレビ放映)(クレジットなし)
- 1989年『エイリアン・フロム・ディープ』(未/ビデオ)(クレジットなし)、『レディ・ウェポン(美人刑事シルク)』(未/ビデオ/テレビ放映)(クレジットなし)
- 1990年『バトル・ギース/地獄の救出指令』(未/ビデオ)、『デルタフォース2』
- 1991年『ブルドッグ』